# براندی قهوه آلن
براندی قهوه آلن یک لیکور با طعم قهوه است که در نیوانگلند به ویژه مین محبوبیت دارد. براندی قهوه آلن توسط ام اس واکر، شرکت نوروود، ماساچوست تهیه و بسته‌بندی می‌شود. این نوشیدنی ۶۰ ثابت است. در دهه ۱۹۹۰ تا ۲۰۰۰ (میلادی، دز سال‌ها ۱۳۶۸–۱۶۴۸)، این محصول برای حدود ۲۰ سال پرفروش‌ترین محصول مشروب در مین بود. فروش در سال ۲۰۰۸ (میلادی، ۱۳۶۸) ۱٬۱۰۰٬۰۰۰ بطری بود. گری شاو، معاون ام اس واکر، اشاره کرده است که شرکت او هر ماه «مقدار خارق العاده ای» براندی را به مین ارسال می‌کند.

## استفاده
براندی قهوه آلن معمولاً در نوشیدنی متشکل از قسمت‌های مساوی براندی و شیر در یک لیوان نیم لیتری. به گفته گری شاو، یکی از مدیران شرکت مادر نوشیدنی، محبوبیت این براندی در مین ممکن است ناشی از افزودن آن به قهوه توسط ماهیگیران باشد، «شاید برای گرم کردن آن از داخل و خارج». Allen's همچنین به‌طور عمومی با یکی دیگر از محصولات اصلی مین، موکسی، برای تولید «تریلر سوخته» یا (با رژیم غذایی Moxie)، «مامان رفاه» ترکیب می‌شود.
مصرف‌کنندگان آلن این نوشیدنی را با نام‌های طنز مختلفی صدا می‌زنند، از جمله «پاک کننده شورت هنکاک کانتی»، «شامپاین مین»، «لویستون مارتینی» و بسیاری دیگر. ترکیبات و میکسرهای جدید به انواع جدید و قراردادهای نامگذاری منجر شده است. "صبحانه مین" (به‌طور جایگزین: "کورکر") شیر آلن و جو است.

## قانونی
زمانی که ایالات متحده مشروبات الکلی کافئین دار را ممنوع کرد، آلن با یک سؤال قانونی مواجه شد. با این حال، با محتوای کافئین قابل توجهی کمتر، تولید شده توسط طعم دهنده‌های قهوه و بدون افزودن عمدی مانند فور لوکو (اصلی) و سایر نوشیدنی‌های انرژی زا الکلی که توسط این ممنوعیت هدف قرار گرفته‌اند، فروش براندی قهوه آلن همچنان قانونی است.